# Davidov Spur
Der Davidov Spur (englisch; bulgarisch Давидов рид Dawidow rid) ist ein schmaler, felsiger und bis zu 1400 m hoher Gebirgskamm an der Danco-Küste des Grahamlands auf der Antarktischen Halbinsel. Vom Detroit-Plateau erstreckt er sich über eine Länge von 2,75 km in westnordwestlicher Richtung in den oberen Abschnitt des Cayley-Gletschers. Er ragt 1,75 km südwestlich des Galabinov Spur und 2,4 km nordöstlich des Miller Spur, die beide parallel zu ihm verlaufen, 7,45 km südöstlich des Mount Berry und 13,4 km westnordwestlich des Batkun Peak auf.
Britische Wissenschaftler kartierten ihn 1978. Die bulgarische Kommission für Antarktische Geographische Namen benannte ihn 2014 nach dem bulgarischen Fotografen Niki Dawidow, der zwischen 2000 und 2001 sowie zwischen 2009 und 2010 auf der St.-Kliment-Ohridski-Station tätig war.